# استرودورپ
استرودورپ (به هلندی: Stroodorp) یک منطقهٔ مسکونی در هلند است که در نورد-بیفه‌لاند واقع شده‌است.